# Камичани
Камичани (серб. Камичани) —  населённый пункт (посёлок) в общине Приедор, который принадлежит энтитету Республике Сербской, Босния и Герцеговина. Расположен в 12 км к востоку от города Приедор и в 35 км к северо-западу от Баня-Луки..

## Население
Численность населения посёлка Камичани по переписи 2013 года составила 3 143 человека.
Этнический состав населения населённого пункта по данным переписи 1991 года:
- боснийские мусульмане — 3.014 (96,75 %),
- сербы — 24 (0,77 %),
- хорваты — 9 (0,28 %),
- югославы — 4 (0,12 %),
- прочие — 64 (2,05 %).

Всего: 3.115 чел.